# 八街観光自動車
八街観光自動車（やちまたかんこうじどうしゃ）は、かつて千葉県八街市に本社を置いていた、貸切バス事業を運営するバス事業者である。関連会社に八街観光旅行があった。

## 歴史
- 1952年（昭和27年）4月3日 - 千葉県八街市で貸切バスの営業を開始。個人事業者としては県内で最初に営業を開始した。
- 1978年（昭和53年）12月 - 八街観光旅行株式会社を設立。八街観光グループの旅行業部門を担当。
- 1984年（昭和59年）4月 - 千葉県下初のダブルデッカーの運行を開始。
- 2021年（令和3年）
  - 1月15日 - 八街観光旅行と共に事業を停止。事後処理を弁護士に一任[2]。
  - 3月26日 - 八街観光旅行と共に千葉地方裁判所佐倉支部から破産手続開始決定を受ける[1]。
- 2022年（令和4年）2月28日 - 法人格消滅[3]。

## 営業所
- 本社営業所
　千葉県八街市八街ほ326-1　八街観光自動車と八街観光旅行の両社の本社を兼ねる。
- 車庫
　千葉県八街市八街ほ373-2
創業以来、観光バスは新車のみを導入していた。大型車は大半がスーパーハイデッカーで揃えていた。末期に在籍している車両は三菱ふそう車と日野車であった。以前はダブルデッカーも在籍していた。このダブルデッカーも県内初の導入であった。